# Luz Letts
Luz María Letts Payet (Lima,1961) es una artista plástica y escritora peruana. Entre su trabajo destaca el dibujo, la pintura y la instalación en donde explora, en torno a la figura humana, metáforas que confrontan al espectador con distintas dimensiones de la experiencia humana. Además, su obra plantea inquietudes causadas por traumas políticos, así como por el uso lúdico del cuerpo humano en el contexto de creaciones fantásticas. Por otro lado, su estilo literario se ha descrito como sutiles y perturbadores, tiene como temas centrales a la muerte desde el sobrecogimiento, la memoria y la ternura.
Además, es prima del periodista y escritor peruano Jaime Bayly.

## Reseña biográfica
Luz Letts cultivó el dibujo desde niña; su formación plástica la realiza en los talleres de los pintores Suárez Vertiz y Miguel Gallo, así como en el taller de la escultora Cristina Gálvez, quien la proveyó de un método para dibujar la figura humana y un modo particular de concebir la línea.
Cursó estudios en la Escuela de Arte de la Pontificia Universidad Católica del Perú en 1979, en la carrera de Diseño Gráfico, y retorna a esta misma universidad en 1981 para seguir la especialidad de Pintura. Culmina sus estudios en 1987 obteniendo el grado de Bachiller y, posteriormente, la licenciatura en Pintura en 1991. Años después se volvió Magistra en Escritura Creativa y fue docente en la Pontificia Universidad Católica del Perú, dictando los cursos de Dibujo Modelado, Estudios de representación, y Dibujo.
En los años 1987 y 1988 participa en la exposiciones colectivas Jóvenes valores en la Galería Fórum. Así también, participa en muestras similares como el Encuentro de arte joven, organizado por la galería Praxis de Barranco, hoy desaparecida. Obtuvo una mención honrosa en el Concurso Nacional de Artes Plásticas convocada por la compañía Sourthern en Arequipa en 1988 y su obra se vio representada en el Segundo Salón de Arte Contemporáneo del Banco Central de Reserva del Perú en 1989. Obtuvo el primer premio del Primer Concurso Nacional de Dibujo y segundo premio en el Décimo Concurso Nacional de Pintura por la empresa arequipeña Michell & Cía en 1990.
En 1991 inauguró su primera individual titulada "Soliloquio" en la galería La Galería de San Isidro. Cinco años después, en 1996 obtuvo el premio del público al Mejor Artista extranjero en el IV Salón de Dibujo Arawak, en Santo Domingo, República Dominicana. En el 2000, con la instalación "Un país por nacer", obtiene el premio de la II Bienal Nacional de Lima.
Sobre su perfil como escritora, ha sido finalista en concursos de cuentos y ha publicado sus relatos e ilustraciones desde el año 1989 en Perú y el extranjero. En el año 2022 presentó su obra "Piezas de noche" en la Feria Internacional del Libro de Lima.

## Obra
Sus creaciones recurren mayoritariamente en tonos oscuros.
Según el crítico de arte peruano Luis Lama, la obra de Letts gira en torno al mundo interior, calificándola como una de las artistas más coherentes de la generación de 1990 por la unidad, su narrativa y su técnica donde la densidad del color en el carácter traslúcido de los grises y el color que asoma forma sepias en donde la luz penetra. En Soliloquio, su primera exposición individual, predominan personajes solitarios en medio de una atmósfera tenebrista, con una indumentaria que irá repitiéndose, como elemento distintivo, a lo largo de su obra. Desde entonces, Letts erige su trabajo a partir de la figura humana. En El ascenso, se perciben siluetas humanas en la que pequeños personajes trepadores hacen pensar en pictogramas rupestres en las que la autora reconoce a los migrantes que huyen de la muerte. De 1992 a 1996, su obra evoca temas sensibles de la realidad del país tales como la presencia del terrorismo en la ciudad de Lima. La reflexión sobre nuestro país y su idiosincrasia política ha estado presente en su trabajo desde sus inicios. Gustavo Buntinx señala acerca de la pieza Nudo Rojo: "Desde esa y otras perspectivas, la pieza culminante del conjunto es sin duda, El Nudo Rojo. Una prenda que es todo un distintivo de la clase media se convierte en un emblema patrio, en bandera insurreccional [...]"
En el año 2000, Luz Letts fue premiada por su instalación País Por Nacer en la Bienal de Lima. Esta instalación "recoge con escasos elementos los restos “crionizados” de manera precaria, en frascos de vidrio y cajas de cartón, de aquellas posibles semillas democráticas o proyectos de país que culminaron abortados a lo largo de nuestra historia". Este trabajo en particular va orientado a la descomposición del poder y al desocultamiento de la corrupción.
En la obra de Letts, articulada por la línea con la que estructura su universo plástico y la capacidad de generar metáforas mediante elementos característicos y que evolucionan a lo largo de su trayectoria, va articulando nuevos discursos, algunos urbanos y contemporáneos y otros fantásticos y atemporales.
La obra literaria de Luz Letts ha sido destacada por su fuerza poética y descarnada aun cuando narra el terror, lo desconocido, la violencia y el desarraigo; además te sumerge en el mundo cruel y brutal de la vida cotidiana desde los ojos de inocentes y protagonizado por niñas, niños y adolescentes.

## Publicaciones
- Piezas de noche, 2022.
- Hastío. Antología deliciosa del sinsabor, 2020.
- El asedio de las sombras, 2012.
- Su pieza Los paseantes II sirvió de imagen para la carátula del libro Narrativas del caos de Elton Honores. Lima, Cuerpo de la metáfora Editores, 2012.
- Cada mañana amanezco mujer. VI concurso de cuento latinoamericano Magda Portal, 2008.

## Exposiciones
En 1991 realiza su primera muestra personal titulada Soliloquio en la Galería, de Lima, un conjunto de cuadros que muestran las características de toda su obra y de su posterior evolución: vocación figurativa, exploración de la figura humana y el uso contenido de los colores.
Listado de exposiciones individuales:
- 2018: Jardín Humano, Galería Forum, Lima.[12]
- 2015: Luz Letts Retrospectiva 1991-2015, Galería Germán Kruger Espantoso, ICPNA, Lima, Perú.
- 2014: Obra Reciente, Banco Atlántida Centro Cultural, Tegucigalpa, Honduras.
- 2012: Pequeños Territorios, Lucía de la Puente Gallery, Lima.
- 2008: Los equilibristas, Lucía de la Puente Gallery, Lima.
- 2004: 
  - Mortales, Lucía de la Puente Gallery, Lima;
  - Los Medios Tiempos, Galería Praxis, México DF, México.
- 2003: Obra reciente, ArtConsult Gallery, Ciudad de Panamá, Panamá.
- 2002: El Azar Como Destino, III Bienal Iberoamericana de Lima, Estación de Desamparados, Lima.
- 2001: Obra Reciente, ArtConsult Gallery, Ciudad de Panamá, Panamá.
- 1999: 
  - Vidas Paralelas, Lucía de la Puente Gallery, Lima;
  - Obra Reciente, Museo de Arte Contemporáneo, Ciudad de Panamá, Panamá;
- 1997: Señoras y Señores, La Galería, Lima.
- 1996: Dando Vueltas, Sala Luis Miró Quesada Garland, Municipalidad de Miraflores, Lima.
- 1995: 
  - Fauna Urbana, Complejo Cultural Chávez de la Rosa, Arequipa, Perú;
  - Sueño y Realidad, Casa Peynado Gallery, Santo Domingo, República Dominicana.
- 1994: Piezas de Noche, La Galería, Lima.
- 1992: Secuencias Urbanas, La Galería, Lima.
- 1991: Soliloquio, La Galería, Lima.

## Premios
- 2003: Mención Especial, VI Concurso de Cuento Latinoamericano Magda Portal.
- 2000: Es ganadora de la Bienal Nacional II de Lima, Perú.
- 1998: Pintura Premio Villa de Madrid, Madrid, España.
- 1996: Premio del Público: Mejor Artista Forieng, IV Salón de Dibujo Arawak, Santo Domingo, República Dominicana.
- 1993. Mención Especial, El Cuento de las 1,000 Palabras, revista Caretas.
- 1990: Primer Premio, I Concurso Nacional de Dibujo Michell & Cía., Arequipa, Segundo Premio, X Concurso Nacional de Pintura Michell & Cía., Arequipa.
- 1989: Segundo Premio, II Bienal de Máscaras Caretas.
- 1989: Mención Honrosa, Premio Copé de Cuento.
- 1988: Mención Honrosa, Concurso Nacional de Artes Plásticas, el sur de Perú - ICPNA, Arequipa.